# Sven Präkels
Sven Präkels (* 3. Juni 1986 in Greifswald) ist ein ehemaliger deutscher Handballspieler.

## Spielerlaufbahn
Der 1,92 Meter große linke Rückraumspieler spielte bei den Vereinen SV Fortuna ’50 Neubrandenburg und HC Empor Rostock, bevor er 2006 zum Stralsunder HV kam, mit dem er in der Saison 2008/09 in der Handball-Bundesliga spielte. Präkels spielte zudem mit Zweitspielrecht beim HSV Peenetal Loitz in der Regionalliga. Er wechselte im Januar 2009 zum SV Fortuna ’50 Neubrandenburg. In der Regionalliga-Saison 2009/2010 gehörte Sven Präkels mit 169 Treffern für Fortuna zu den zehn besten Torwerfern der Ligastaffel Nordost. Zur Saison 2010/11 wechselte er zum HSV Peenetal Loitz. 2017 wurde er mit dem Team der SG Uni Greifswald/Loitz Landesmeister in Mecklenburg-Vorpommern, danach beendete er seine Laufbahn.

## Privates
Sven Präkels ist gelernter Bürokaufmann.